# ヘンリー・ベレスフォード (第6代ウォーターフォード侯爵)

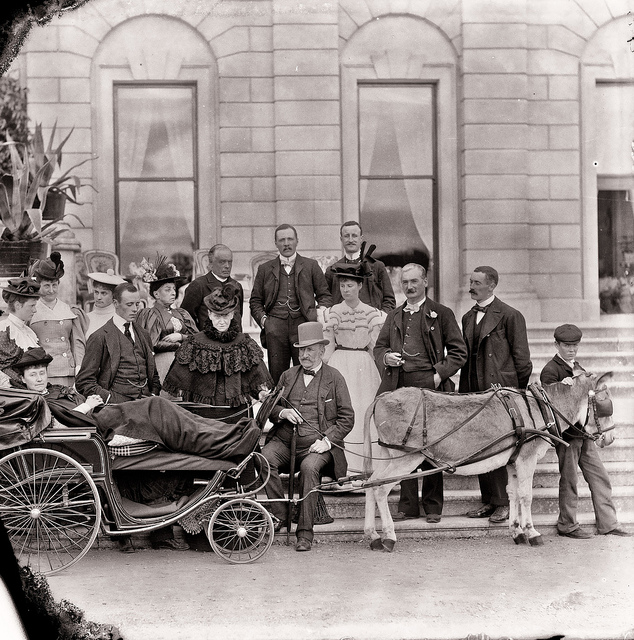
1896年6月、第6代ウォーターフォード侯爵の成人祝いの写真。歩行困難をきたして馬車に乗っていた母の後ろに立つ青年がウォーターフォード侯爵であり、その隣には母方の祖父母であるボーフォート公爵夫婦がいる。

第6代ウォーターフォード侯爵ヘンリー・ド・ラ・プア・ベレスフォード（英語: Henry de la Poer Beresford, 6th Marquess of Waterford KP、1875年4月28日 – 1911年12月1日）は、アイルランド貴族。

## 生涯
第5代ウォーターフォード侯爵ジョン・ヘンリー・ド・ラ・プア・ベレスフォードと2人目の妻ブランシュ・エリザベス・アデレード・サマセット（Blanche Elizabeth Adelaide Somerset、1856年3月26日 – 1897年2月22日、第8代ボーフォート公爵ヘンリー・サマセットの娘）の息子として、1875年4月28日にセント・ジェームズ・スクエアで生まれた。イートン・カレッジで教育を受けた。
1895年10月23日に父が自殺すると、ウォーターフォード侯爵位を継承した。
1901年5月21日にノーサンバランド副統監の1人に任命され、1902年3月15日に聖パトリック勲章を授与された。
1902年2月10日にSouth of Ireland Imperial Yeomanryという連隊の副隊長（中佐）に任命されたが、同年3月21日に隊外勤務としてImperial Yeomanry第37中隊に配置され、大尉の暫定軍階を与えられた。その後、第37中隊配属のまま同年8月25日に軍職から辞任した。
1902年3月15日、聖パトリック勲章を授与された。
1911年12月1日に死去、息子ジョン・チャールズが爵位を継承した。

## 家族
1897年10月16日にビアトリクス・フランシス・ペティ＝フィッツモーリス（1877年 – 1953年、第5代ランズダウン侯爵ヘンリー・ペティ＝フィッツモーリスの娘）と結婚、3男3女をもうけた。
- ブランシュ・モード・ド・ラ・プア（英語版）（1940年9月29日没） - 1927年10月26日、リチャード・ジルアード（Richard Girouard、パーシー・ジルアードの息子）と結婚、子供あり
- キャサリン・ノーラ・ド・ラ・プア（1991年没） - 1926年10月14日、サー・デイヴィッド・ドーネイ（英語版）（1971年没、ヒュー・ドーネイの息子）と結婚、子供あり
- ジョン・チャールズ・ド・ラ・プア（英語版）（1901年 – 1934年） - 第7代ウォーターフォード侯爵
- ビアトリクス・パトリシア・ド・ラ・プア（Beatrix Patricia de la Poer） - 1926年7月7日、リンデン・ロバーツ・ミラー（Lynden Roberts Miller、1973年没、ロバート・ミラーの息子）と結婚、子供あり
- ウィリアム・モスティン・ド・ラ・プア（1905年5月30日1973年11月24日） - 1945年11月29日、レイチェル・ページ（Rachel Page、ジョージ・ケネット・ページの娘）と結婚、子供あり
- ヒュー・トリストラム・ド・ラ・プア（1908年10月1日1941年5月23日） - 海軍軍人